# Ministrowie sprawiedliwości Republiki Włoskiej
Ministrowie sprawiedliwości we Włoszech kierują Ministerstwem Sprawiedliwości. Urząd ten powstał w okresie Królestwa Włoch i funkcjonuje również po wprowadzeniu ustroju republikańskiego.

## Ministrowie okresu Republiki Włoskiej
| Minister                  | Od                   | Do                   |
| ------------------------- | -------------------- | -------------------- |
| Fausto Gullo              | 13 lipca 1946        | 31 maja 1947         |
| Giuseppe Grassi           | 31 maja 1947         | 27 stycznia 1950     |
| Attilio Piccioni          | 27 stycznia 1950     | 26 lipca 1951        |
| Adone Zoli                | 26 lipca 1951        | 16 lipca 1953        |
| Guido Gonella             | 16 lipca 1953        | 17 sierpnia 1953     |
| Antonio Azara             | 17 sierpnia 1953     | 16 stycznia 1954     |
| Michele De Pietro         | 16 stycznia 1954     | 6 lipca 1955         |
| Aldo Moro                 | 6 lipca 1955         | 19 maja 1957         |
| Guido Gonella             | 19 maja 1957         | 21 lutego 1962       |
| Giacinto Bosco            | 21 lutego 1962       | 4 grudnia 1963       |
| Oronzo Reale              | 4 grudnia 1963       | 24 czerwca 1968      |
| Guido Gonella             | 24 czerwca 1968      | 12 grudnia 1968      |
| Silvio Gava               | 12 grudnia 1968      | 23 marca 1970        |
| Oronzo Reale              | 23 marca 1970        | 1 marca 1971         |
| Emilio Colombo (p.o.)     | 1 marca 1971         | 17 lutego 1972       |
| Guido Gonella             | 17 lutego 1972       | 7 lipca 1973         |
| Mario Zagari              | 7 lipca 1973         | 23 listopada 1974    |
| Oronzo Reale              | 23 listopada 1974    | 12 lutego 1976       |
| Francesco Paolo Bonifacio | 12 lutego 1976       | 20 marca 1979        |
| Tommaso Morlino           | 20 marca 1979        | 18 października 1980 |
| Adolfo Sarti              | 18 października 1980 | 23 maja 1981         |
| Clelio Darida             | 23 maja 1981         | 4 sierpnia 1983      |
| Mino Martinazzoli         | 4 sierpnia 1983      | 1 sierpnia 1986      |
| Virginio Rognoni          | 1 sierpnia 1986      | 28 lipca 1987        |
| Giuliano Vassalli         | 28 lipca 1987        | 2 lutego 1991        |
| Claudio Martelli          | 2 lutego 1991        | 28 kwietnia 1993     |
| Giovanni Conso            | 28 kwietnia 1993     | 10 maja 1994         |
| Alfredo Biondi            | 10 maja 1994         | 17 stycznia 1995     |
| Filippo Mancuso           | 17 stycznia 1995     | 19 października 1995 |
| Lamberto Dini             | 19 października 1995 | 16 lutego 1996       |
| Vincenzo Caianiello       | 16 lutego 1996       | 17 maja 1996         |
| Giovanni Maria Flick      | 17 maja 1996         | 21 października 1998 |
| Oliviero Diliberto        | 21 października 1998 | 25 kwietnia 2000     |
| Piero Fassino             | 25 kwietnia 2000     | 11 czerwca 2001      |
| Roberto Castelli          | 11 czerwca 2001      | 17 maja 2006         |
| Clemente Mastella         | 17 maja 2006         | 17 stycznia 2008     |
| Romano Prodi (p.o.)       | 17 stycznia 2008     | 6 lutego 2008        |
| Luigi Scotti              | 6 lutego 2008        | 8 maja 2008          |
| Angelino Alfano           | 8 maja 2008          | 27 lipca 2011        |
| Nitto Francesco Palma     | 27 lipca 2011        | 16 listopada 2011    |
| Paola Severino            | 16 listopada 2011    | 28 kwietnia 2013     |
| Annamaria Cancellieri     | 28 kwietnia 2013     | 22 lutego 2014       |
| Andrea Orlando            | 22 lutego 2014       | 1 czerwca 2018       |
| Alfonso Bonafede          | 1 czerwca 2018       | 13 lutego 2021       |
| Marta Cartabia            | 13 lutego 2021       | 22 października 2022 |
| Carlo Nordio              | 22 października 2022 |                      |